# Ermita de Santa Bàrbara de la Salzadella
L'Ermita de Santa Bàrbara o Bàrbera (La Salzadella), està situada a la vora d'un antic assagador, avui carretera de Tírig, a uns 600 m de la població.

## Història
Antigament rebia romeria des de Tírig, fins que en 1603 els tirijans construïren la seva pròpia ermita a la santa.
L'actual temple apareix documentat a finals del segle xvii.
Les pintures de l'interior foren restaurades a la dècada dels setanta i el sostre del pòrtic en 1992.

## Arquitectura
Planta rectangular de tres trams amb arcs de mig punt i coberta de volta de canó. Construcció de maçoneria amb contraforts de carreus i teulada a dues aigües. Existeix una porxada al davant, protegint una senzilla porta adovellada, i al damunt, una espadanya coronada amb un frontó.
Es conserva part de la pintura esgrafiada barroca de l'interior.

## Festivitat
La festa litúrgica és el 4 de desembre, però se celebra el diumenge proper a la festa, amb missa cantada.